# Luís Ghilardini
Luís ou Luiz Ghilardini (Santos, 1º de junho de 1920 — Rio de Janeiro, 4 de janeiro de 1973), foi um membro da Executiva do Comitê Central do Partido Comunista do Brasil durante o período da ditadura militar brasileira. Ademais, exerceu as funções de operário naval, ferreiro e jornalista.
Foi filiado ao Partido Comunista do Brasil (PCdoB), sendo Dirigente do Partido Comunista do Brasil.
É um dos casos investigados pela Comissão da Verdade, que apura mortes e desaparecimentos na ditadura militar brasileira.

## Vida
Filho de Gino Ghilardini e Ercília Ghico. Casou-se com Orandina Ghilardini, com quem adotou um filho chamado Gino. Em 1945. Na cidade portuária de Santos no litoral paulista onde atuava na sindicância dos portuários, ingressou no Partido Comunista do Brasil. Transferiu-se em 1953 para a cidade do Rio de Janeiro na qual se tornou membro do Comitê dos Marítimos, uma importante organização partidária da época.
Foi, em sua vida, operário naval, ferreiro, e, também, depois, jornalista. 
No ano de 1962, se filiou ao grupo que deu origem ao PCdoB. Em 1966, foi eleito um membro do Comitê Central do Partido Comunista do Brasil. Ainda nesse ano, vivendo de forma clandestina, seus direitos políticos foram cassados ao dia de 23 de maio. 

## Família torturada
No dia 4 de janeiro de 1973, sua casa na Rua Guararema foi invadida por 13 homens armados. Luiz, a esposa e o filho Gino, de apenas oito anos foram encapuzados e presos. Os três começaram a ser torturados ali mesmo na residência da família em cômodos separados. Mais tarde foram levados ao DOI-CODI, supostamente localizado no bairro de São Cristovão,  onde as sessões de tortura continuaram e Luís Ghilardini veio a falecer. Sua esposa e o filho do casal foram transferidos para um quartel do Exército, onde passaram três dias em uma cela exposta ao sol, levando à desidratação da criança que acaba sendo levada a um serviço de assistência ao menor. Orandina Ghilardini, passou a ser interrogada diariamente e somente nove dias depois soube da morte do marido através de um dos torturadores: “Seu homem bancou o durão e foi pro inferno e você também está a caminho para lhe fazer companhia”. Ela só foi liberada três meses depois, quando reencontrou o filho Gino.
De acordo com o depoimento de seu filho Gino, a família foi levada para uma prisão no subsolo, onde o menino encapuzado foi separado da mãe e levado a uma sala onde lhe fizeram perguntas. "Perguntavam se meu pai viajava e o que ele fazia e eu muito assustado, nada respondia, mas eu ouvia meu pai ali perto gemendo, eu escutava mas não podia fazer nada. Só sei que sentia muito medo".  Ele também contou em depoimento sobre a luta para encontrar o paradeiro do corpo de seu pai, missão na qual não teve sucesso, e a vida difícil que tiveram até o anúncio da Lei da Anistia em 1979. 

## Morte forjada
Para forjar sua morte, seu corpo foi coberto de tiros para assim simular que Luiz havia sido morto em um tiroteio. Seu corpo foi encontrado na rua Girapimirim com a rua Turvânia (RJ) de acordo com a versão oficial da polícia militar, publicado pel jornal “O Dia”, de 6 de janeiro de 1973.
O corpo de Ghilardini entrou no IML no dia 5 de janeiro de 1973 como desconhecido, sendo descrito como “morto quando reagiu às Forças de Segurança”. A necropsia foi realizada nesse mesmo dia e foi assinada pelos legistas Salim Rafael Balassiano e Rubens Pedro Macuco Janini, que confirmaram a morte em tiroteio, porém, registraram que “o membro superior direito exibe sinais de lesões violentas”.
Reconhecido no mesmo dia pelo Serviço de Identificação do Instituto Félix Pacheco, foi enterrado logo no dia seguinte como indigente no Cemitério de Ricardo de Albuquerque do Rio de Janeiro, na cova 22.708 da quadra 21 e em 20 de março de 1978, seus restos mortais depois foram transferidos para um ossário-geral e, entre 1980 e 1981, enterrados em uma vala clandestina do mesmo cemitério.
Na vala, que foi descoberta em 1991, cerca de 2.100 ossadas foram enterradas de indigentes sepultados no cemitério entre os anos de 1971 e janeiro de 1974.
Além disso, foram emitidas, para Luís Ghilardini, duas certidões de óbito. A primeira, de número 17.117, atesta que a morte ocorreu ao primeiro dia do ano de 1973, momento que ainda não estava preso. Esse documento foi assinado pelo segundo legista em trabalho naquele momento, Rubens  Pedro Macuco Janini, tendo como o declarante José Severino Teixeira.
A outra, de número 17.119, que tem sua data em 23 de março do ano de 1973, relata que sua morte ocorreu ao dia 4 de janeiro daquele ano. Segundo esse laudo, não havia arma de fogo no local da morte de Ghilardini. Além disso, informa sobre as vestimentas no momento do falecimento: uma camisa esportiva azul clara e uma calça de mesma cor sobre uma cueca branca, calçando um sapato azul e branco. Entretanto, essa informação difere com o que relata sua esposa em relação ao dia que foi sequestrado. Ao sair de casa, vestia bermudas e chinelos. Porém, nesse momento, os agente de segurança pegaram o terno azul de linho, camisa e sapatos dele. 

## Resolução
Na CEMDP (Comissão Especial sobre Mortos e Desaparecidos Políticos), alguns anos mais tarde, mais precisamente ao dia de 29 de fevereiro de 1996, o caso de Luís Ghilardini (142/96) foi aprovado por unanimidade, tendo como relatora Suzana Keniger Lisbôa.

## Conclusão
Luiz Ghilardini teve sua morte forjada em um tiroteio.
A verdade é que foi assassinado por agentes do Estado durante a época da ditadura civil militar ocorrida noa Brasil, iniciada em 1964, alguns anos antes do seu óbito, conforme se atesta por marcas de algema deixadas em seu pulso.O corpo não foi recepcionado pelos familiares para um digno sepultamento. 
Assim sendo, Luís Ghilardini é considerado um desaparecido político, já que não teve seus restos mortais entregues aos seus familiares. Isso, inclusive, não permitiu o enterro junto a sua família até os dias de hoje.

## Lei 9.140/95
Desde o momento em que Luís Ghilardin foi atestado como mais um preso e morto sob a responsabilidade do Estado, de acordo com a Lei 9.140/95, cabe a esse órgão explicar e esclarecer, de forma pública, quais as circunstancias que se deram sua prisão,  a morte e o desaparecimento. Ademais, responsabilizar os agentes públicos que realizaram esses crimes, infringindo, inclusive, os Direitos Humanos. É recomendada a retificação de seu atestado de óbito, além de um digno enterro de seus restos mortais.